# Grundausbildung in der United States Army
Die Grundausbildung in der United States Army (engl. United States Army Basic Training, auch Initial Entry Training) ist die militärische Grundausbildung des Heeres der Vereinigten Staaten. Sie besteht aus zwei Teilen und findet als einzige Grundausbildung der Streitkräfte der Vereinigten Staaten dezentral statt. Je nachdem, welchen Werdegang der auszubildende Rekrut bei seiner Anwerbung gewählt hat, dauert die Ausbildung zwischen 15 Wochen und einem Jahr.

## Basic Combat Training
Der erste Teil der Grundausbildung heißt Basic Combat Training („grundlegende Kampfausbildung“) und dauert zehn Wochen. Sie gilt gleichermaßen für die Reservisten und Nationalgardisten der Teilstreitkraft.

### Ablauf
Basic Combat Training dauert neun Wochen. In der ersten Woche werden die angekommenen Rekruten mit ihrer Ausbildungsstätte vertraut gemacht. Da diese Woche für die tatsächliche Ausbildung eine geringe Relevanz besitzt, wird sie auch als „Woche 0“ deklariert.
Der Sonntag steht bis auf einen Fußmarsch grundsätzlich zur freien Verfügung des Einzelnen auf der Basis. Alle religiösen Wochenzeremonien der in den USA am stärksten vertretenen Religionen werden an diesem Tag abgehalten. Kann ein Rekrut mangels Räumlichkeiten oder zuständiger Geistlicher nicht auf der Basis religiös versorgt werden, so muss sein Drill Sergeant dafür Sorge tragen, dass dies in der Umgebung stattfinden kann. Eventuell haben diesbezügliche Absprachen bereits bei der Anwerbung stattgefunden.

#### Ankunft
Die erste Woche dient der Vorbereitung und Orientierung an der Stätte der Grundausbildung. Die Rekruten füllen Dokumente aus, erhalten den für amerikanische Soldaten typischen Viertelzoll-Haarschnitt und unterlaufen Impfungen, medizinische sowie zahnmedizinische Untersuchungen. In dieser Woche wird ein Vorläufer des Physical Fitness Test abgehalten, der Physical Assessment Test, bei dem Männer eine Meile in achteinhalb Minuten laufen müssen. Frauen stehen zwei Minuten mehr zur Verfügung. Darüber hinaus werden die Rekruten mit grundlegendem militärischen Zeremoniell vertraut gemacht, vor allem mit dem Aufstellen als Einheit.

#### Fortgang

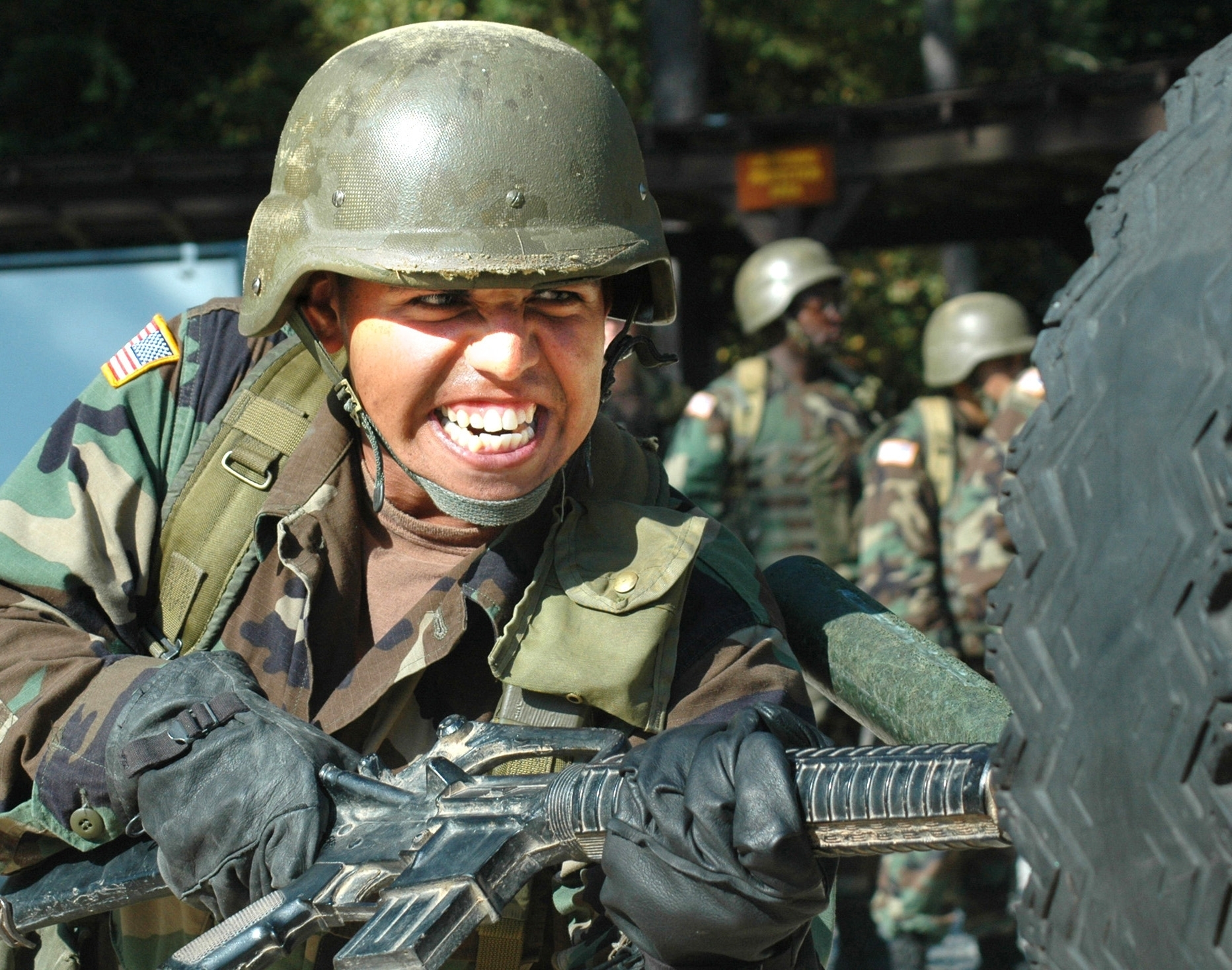
Bajonett-Ausbildung in Phase II

Die erste Woche der tatsächlichen Grundausbildung behält die Inhalte der ersten Woche bei und fügt den Unterricht in Klassen ein. Somit hat „Phase eins“, der Erwerb prinzipieller soldatischer Fertigkeiten, begonnen. In der zweiten Woche steht mit Kompass- und Kartenlesen die Orientierungs- und Navigations-Fähigkeit im Vordergrund neben einem Erste-Hilfe-Kurs. 
Schwerpunkt der dritten Woche ist die körperliche Physis, die mit Märschen, der Ausbildung zum Nahkampf (mit u. ohne Bajonett). Erst in der vierten Woche steht das Schießen mit dem Sturmgewehr der US-Streitkräfte, dem M16, auf dem Programm. 
In der fünften Woche wird „Phase zwei“ eingeläutet, das Anwenden der erlernten Fähigkeiten im Gelände. Durch kooperativ angelegte Übungen soll in der folgenden Woche die Kameradschaft zwischen den einzelnen Rekruten gestärkt werden. Psychologische Aspekte werden auch in der siebten Woche betont, beispielsweise im Umgang mit Handgranaten, mit Gefechtslärm, in einem Motivationstraining und einem Gefahrenbriefing. Nach intensiven körperlichen Belastungen in der achten Woche mit Märschen über 10 und 15 km erhalten die Rekruten zwei Tage Rehabilitations- und Freizeit. Woche neun ist die Abschlusswoche und dient der Verabschiedung.

### Ausbildungsorte
Basic Combat Training findet für Männer an fünf verschiedenen Orten statt.
- Fort Benning, Georgia
- Fort Jackson, South Carolina
- Fort Leonard Wood, Missouri
- Fort Sill, Oklahoma
- Fort Knox, Kentucky

Frauen werden entweder in Fort Leonard Wood oder Fort Jackson ausgebildet, die für diese Aufgabe ausgelegt sind.

## Advanced Individual Training
Advanced Individual Training ist die individuelle Fortsetzung der Grundausbildung und für jeden Soldaten verpflichtend. Insgesamt gibt es 17 Weiterbildungsstätten, die mehrere Kurse anbieten.

## Verweise